# Alexander Borst

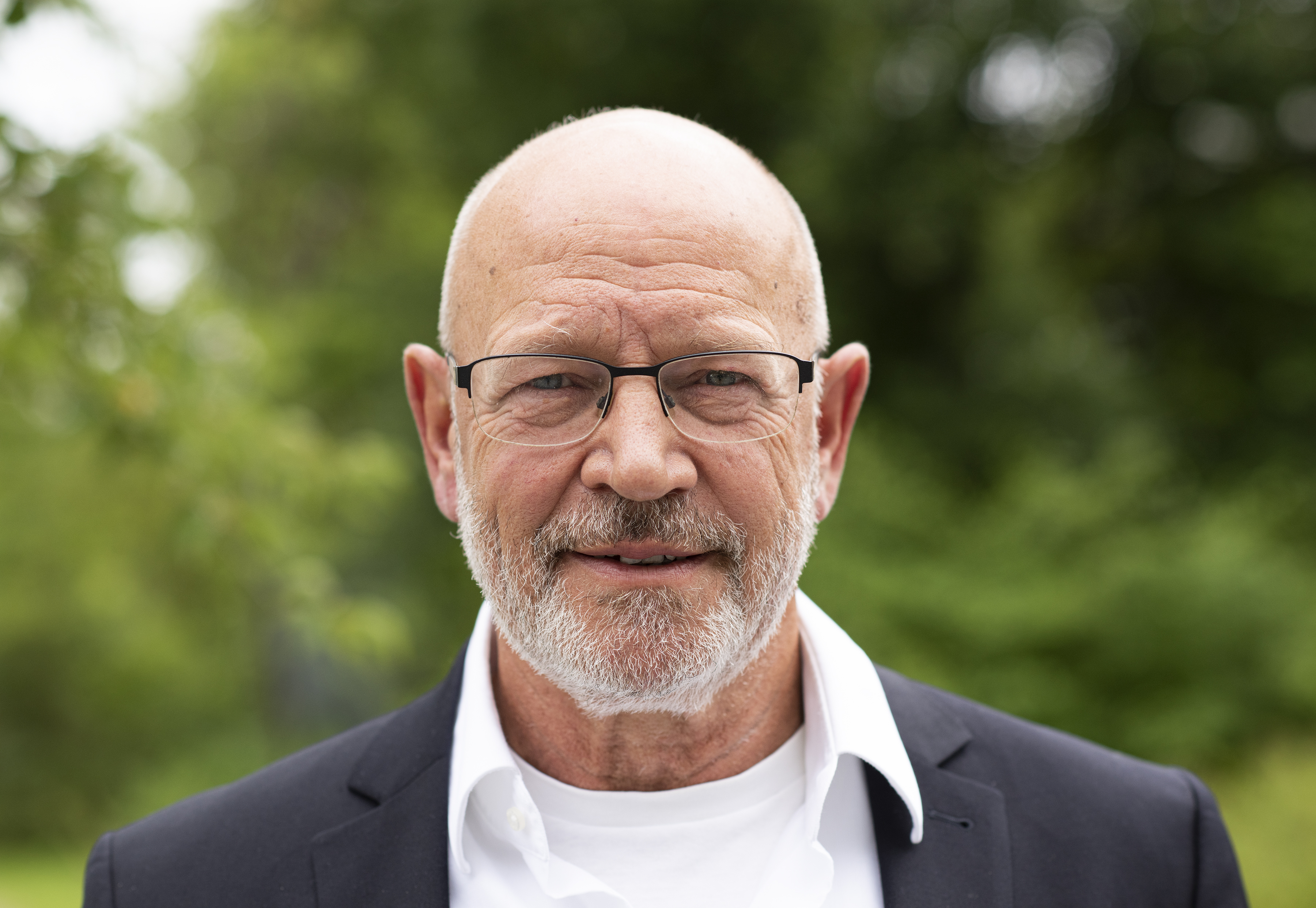
Alexander Borst (2021)

Alexander Borst (* 18. August 1957 in Bad Neustadt an der Saale) ist Direktor der Abteilung Schaltkreise – Information – Modelle am Max-Planck-Institut für biologische Intelligenz, ehemals Max-Planck-Institut für Neurobiologie.
Alexander Borst studierte Biologie an der Universität Würzburg, wo er 1984 mit einer Arbeit über Untersuchungen zur zentralnervösen Verarbeitung olfaktorischer Reize bei Drosophila melanogaster bei Martin Heisenberg promovierte. Als Postdoktorand arbeitete er am Max-Planck-Institut für biologische Kybernetik in Tübingen und leitete im Anschluss eine selbstständige Nachwuchsgruppe am Friedrich-Miescher-Labor der Max-Planck-Gesellschaft. Er hatte Professuren am Center for Computational Biology in Bozeman (USA), der Universität Tübingen und der University of California, Berkeley (USA) inne, bevor er 2001 zum Direktor am Max-Planck-Institut für Neurobiologie berufen wurde.
Alexander Borst ist Mitglied in der Deutschen Akademie der Naturforscher Leopoldina, der Bayerischen Akademie der Wissenschaften und der European Molecular Biology Organization (EMBO). Seine Arbeiten wurden unter anderem mit dem Forschungspreis der Federation of European Neuroscience Societies (FENS) 2014 und dem Valentino Braitenberg Award for Computational Neuroscience 2014 ausgezeichnet.

## Wissenschaftliche Schwerpunkte
Während seiner Doktorarbeit beschäftigte sich Alexander Borst mit dem Geruchssinn von Drosophila melanogaster und entdeckte, dass eine bestimmte Gehirnstruktur, die sogenannten Pilzkörper, eine zentrale Rolle beim olfaktorischen Lernen der Fliegen spielen (Heisenberg, Borst, Wagner, Byers, J. Neurogenetics 1985).
Seitdem konzentrieren sich seine Arbeiten auf die Frage, wie Nervenzellen Informationen verarbeiten und bestimmte Berechnungen durchführen. Als Beispiel für eine neuronale Verrechnung dient ihm hierbei das Bewegungssehen, also der Vorgang, mit dem Nervenzellen im Sehzentrum der Fliegen die Bewegungsrichtung eines Objekts errechnen.
Ziel der Arbeiten von Alexander Borst ist es, eine formale, mathematische Beschreibung der Prozesse mit den zugrundeliegenden biophysikalischen Eigenschaften der Nervenzellen zu verbinden. Durch eine Kombination theoretischer Ansätze und Computersimulationen mit verschiedenen experimentellen Untersuchungen machte er folgende Entdeckungen:
- Die Berechnung der Bewegungsrichtung folgt im Fliegengehirn formal weitgehend dem sogenannten Reichardt-Modell (Single & Borst, Science 1998).[5]
- Ähnlich wie in der Netzhaut der Wirbeltiere wird diese Berechnung in zwei parallelen Bahnen, einem ON- und einem OFF-Kanal, durchgeführt (Jösch et al., Nature 2010).[6]
- In jedem dieser Kanäle existieren vier Untergruppen von Neuronen (T4-Zellen im ON-, T5-Zellen im OFF-Kanal), die für je eine der vier orthogonalen Bewegungsrichtungen (rechts, links, aufwärts, abwärts) maximal empfindlich sind. Diese Zellen stehen in Verbindung mit vier getrennten Schichten von Nervengewebe, wo sie mit großen Kurssteuer-Neuronen verschaltet sind (Maisak et al., Nature 2013).[7]
- Die im Reichardt-Modell postulierte Signal-Multiplikation beruht in T4-Zellen biophysikalisch auf einer Disinhibition (Groschner et al., Nature 2022).[8]